# Porto da Folha (kommun)
Porto da Folha är en kommun i Brasilien.   Den ligger i delstaten Sergipe, i den östra delen av landet, 1 300 km nordost om huvudstaden Brasília. Antalet invånare är 27 124. Arean är 877 kvadratkilometer.
Terrängen i Porto da Folha är platt åt sydväst, men åt nordost är den kuperad.
Följande samhällen finns i Porto da Folha:
- Porto da Folha

Omgivningarna runt Porto da Folha är huvudsakligen savann. Runt Porto da Folha är det ganska glesbefolkat, med 31 invånare per kvadratkilometer.